# Stoßdorf
Stoßdorf ist ein Ortsteil der Stadt Hennef (Sieg) im Rhein-Sieg-Kreis in Nordrhein-Westfalen. Zu Stoßdorf gehören der Quadenhof und Gut Zissendorf (siehe Kloster Zissendorf).

## Lage
Stoßdorf liegt südlich der Sieg und wird von der Landesstraße 333 durchzogen, die hier bis Anfang des 21. Jahrhunderts noch die Bundesstraße 8 war. Im Westen wird Stoßdorf durch die A 3 von Buisdorf getrennt, im Süden und Osten durch die A 560 von Hennef.
Der ehemalige Ortskern des heutigen Straßendorfes lag auf der Nordseite der L 333, daher wird diese Seite von den Einheimischen auch „Alt-Stoßdorf“ und der südliche Abschnitt „Neu-Stoßdorf“ genannt.

## Geschichte
Erstmals erwähnt wurde Stoßdorf in der Sinziger Urkunde von Kaiser Friedrich Barbarossa. Am 9. Mai 1174 wurde Stozdorp das Markt-, Zoll- und Münzrecht bestätigt, das somit gegen den Siegburger Burgbann Bestand erhielt.
Bis zur Umgemeindung nach Hennef am 1. Januar 1934 gehörte Stoßdorf zur Gemeinde Geistingen.

## Dorfleben
Neben der katholischen Kirche mit angrenzendem Kindergarten gibt es seit 1999 ein Bürgerhaus.

### Kapelle und Kirche
Unter Leitung von Franz Kümpel wurde Ende des 19. Jahrhunderts eine Kapelle errichtet. Darin wurden ein Missionskreuz von 1724 sowie drei Figuren untergebracht, die beim Brand des Klosters Zissendorf vor der Vernichtung gerettet wurden. Das Missionskreuz stand bis in die 1970er Jahre noch an der Stelle, wo diese erste Stoßdorfer Kapelle errichtet wurde (frühere Gartenstraße, seit der Gemeindezusammenlegung 1969 „Am Spitzengarten“).
Zu Beginn des 20. Jahrhunderts wurde diese Kapelle wieder abgerissen. Vorher wurde auf einem von den Gebrüdern Hohn gestifteten Grundstück an der Hauptstraße (heute „Fährstraße“) eine neue, größere Kapelle erbaut. Diese wurde 40 Jahre lang hauptsächlich zu Andachtszwecken genutzt, nur einmal im Jahr wurde dort zum Patronatsfest eine heilige Messe gefeiert. Als die Redemptoristen im Jahre 1940 aus dem Kloster in Geistingen vertrieben wurden und Pater Legeland bei Pfarrer Karl Aretz Aufnahme fand, wurde dort von ihm nun regelmäßig die heilige Messe gelesen. Als 1942 im Dorf durchsickerte, dass die Nationalsozialisten für den Bau von Kanonen die Kirchenglocken einschmelzen lassen wollten, wurde diese von Georg Lehmann und Otto Keller geborgen und versteckt. Am 23. März 1945 wurde die Kapelle durch deutsches Artilleriefeuer beschädigt, welches vom „Stoßdorfer Bösch“ in die Richtung alliierter Stellungen bei Kaldauen abgefeuert wurde. Die zu kurz geschossenen ARI-Projektile zerstörten hierbei große Teile des Ortskerns, das Feuerwehrhaus, das Dach, sowie große Teile der Decke und der Portalseite der Kapelle, Georg Lehmann kam dabei um. Offenbar wird immer davon berichtet, dass es sich um einen Luftangriff handelte, dies ist aber nach Angaben der überlebenden Stoßdorfer nicht richtig.
Die zuvor verborgene Glocke wurde in die von den Stoßdorfer Männern bis zum Jahr 1950 instand gesetzte Kapelle wieder eingebaut. Im Laufe der nächsten zehn Jahre stieg die Besucheranzahl der Gottesdienste in der Kapelle in Stoßdorf stark an, so dass die Besucher teilweise außerhalb des Gebäudes an der Messe teilnehmen mussten. Man kam zu dem Entschluss, die Kapelle in der Hauptstraße (jetzt Fährstraße) um das Doppelte zu vergrößern. Katharina Hohn, 60 Jahre Messnerin in der Kapelle, und Familie Linden schenkten dem Kapellenbauverein die benötigte Fläche, jedoch hatte das Erzbistum Köln andere Pläne. Seitens des Generalvikariats schlug man vor, eine Kleinkirche zu bauen. Nach langem Ringen des Vereinsvorstands (des nunmehrigen Kirchenbauvereines) begannen am 15. April 1970 die Bauarbeiten der neuen Kleinkirche in Stoßdorf. Am 21. Juni 1970 wurde in feierlicher Form der Grundstein gelegt, die Einsegnung fand dann am 26. September 1971 unter Mitwirkung des Männergesangvereins Stoßdorf und des Kirchenchores von Geistingen statt. Auch die alte Glocke der Kapelle fand in der neuen Herz-Jesu-Kirche ihren Platz.

### Vereine
Ein großer Anteil am Dorfleben wird durch die Vereine getragen, so wurde die Mailehenschaft bereits 1814 gegründet, der Männergesangverein MGV „Eintracht“ Stoßdorf trifft sich seit seinem Gründungsjahr 1882. Seit 1919 gibt es den außerdem den Kleingärtnerverein. Im Jahre 1965 ging die Damen-Karnevalsgesellschaft „Sonnenschein“ aus dem Frauenchor Stoßdorf hervor. Anfang der 1970er Jahre entstand die „Thekenmannschaft“ in der Dorfschänke, seit 1974 ist sie ein eingetragener Verein (FC Germania Stoßdorf). Im Jahre 1979 wurde der Bürgerverein Stoßdorf gegründet.